# ISU-122
El ISU-122 (Istrebitelnaja Samokhodnaya Ustanovka 122) fue una pieza de artillería autopropulsada de fabricación soviética, usada durante la Segunda Guerra Mundial.

## Historia
En diciembre de 1943, en la Planta Kirov en Cheliábinsk, se construyó el prototipo del ISU-122 (en ruso ИСУ-122). El diseñó compartía el chasis del carro autopropulsado ISU-152, difiriendo únicamente en el armamento, con un cañón A-19S de 122 mm, como arma principal en lugar del cañón ML-20S del ISU-152. Las versiones remolcadas utilizaban el mismo carro: 52-L-504A (llamado en ruso 52 Л-504А), por lo cual, el montaje de un cañón A-19 en lugar de un ML-20 no fue dispendiosa. Después de desarrollado el ISU-152, se procedió a montar el cañón A-19 en el chasis del ISU-152, creando el primer prototipo del ISU-122. Fue probado exitosamente, peso su producción en masa no se inició de inmediato.
Para entonces, todos los ISU se equiparon con cañones ML-20S, pero la producción de vehículos se incrementó rápidamente superando la velocidad de producción de los cañones ML-20S para comienzos de 1944. Por lo cual se decidió equipar los carros adicionales con el cañón A-19S, Siendo puesto oficialmente en servicio por parte del Ejército Rojo, el 12 de marzo de 1944, abandonado el primer lote la planta Kirov en abril de 1944.
El cañón A-19S poseía una recámara manual de pistón que aumentaba la cadencia de fuego de 1,5 a 2,5 disparos por minuto. Los diseñadores soviéticos desarrollaron el cañón D-25 el cual mejoraba la recámara del A-19S, creando una variante semiautomática del cañón de 121.92-mm, El cañón D-25 fue instalado prioritariamente en los tanques IS-2, pero en septiembre de 1944 estuvo disponible para ser usado como pieza autopropulsada. El vehículo prototipo dotado del cañón D-25S fue designado como «Objeto 249» superando las pruebas. La tasa de fuego fue mejorada de 2 a 3 disparos por minuto e incluso a 4 con operarios experimentados. 
Luego de las pruebas el Objeto 249 fue puesto de inmedianto en producción con el nombre de ISU-122S (ИСУ-122С). Sin embargo, el diseño original ISU-122 siguió en producción junto con el ISU-152, debido a la gran disponibilidad de cañones A-19. Al cesar la producción de ISU-122 e ISU-122S a finales de 1945, la planta Kirov ya había fabricado en total 1.735 ISU-122 y 675 ISU-122S.
Después de finalizada la Segunda Guerra Mundial, muchos ISU-122 fueron convertidos en lanzaderas de cohetes, en chasis de cañones más pesados o vehículos de suministro. Los pocos ISU-122 restantes que conservaron su armamento original, fueron modernizados en 1958 y finalmente retirados del servicio a principios de la década de 1960.